# Andrea Pufke

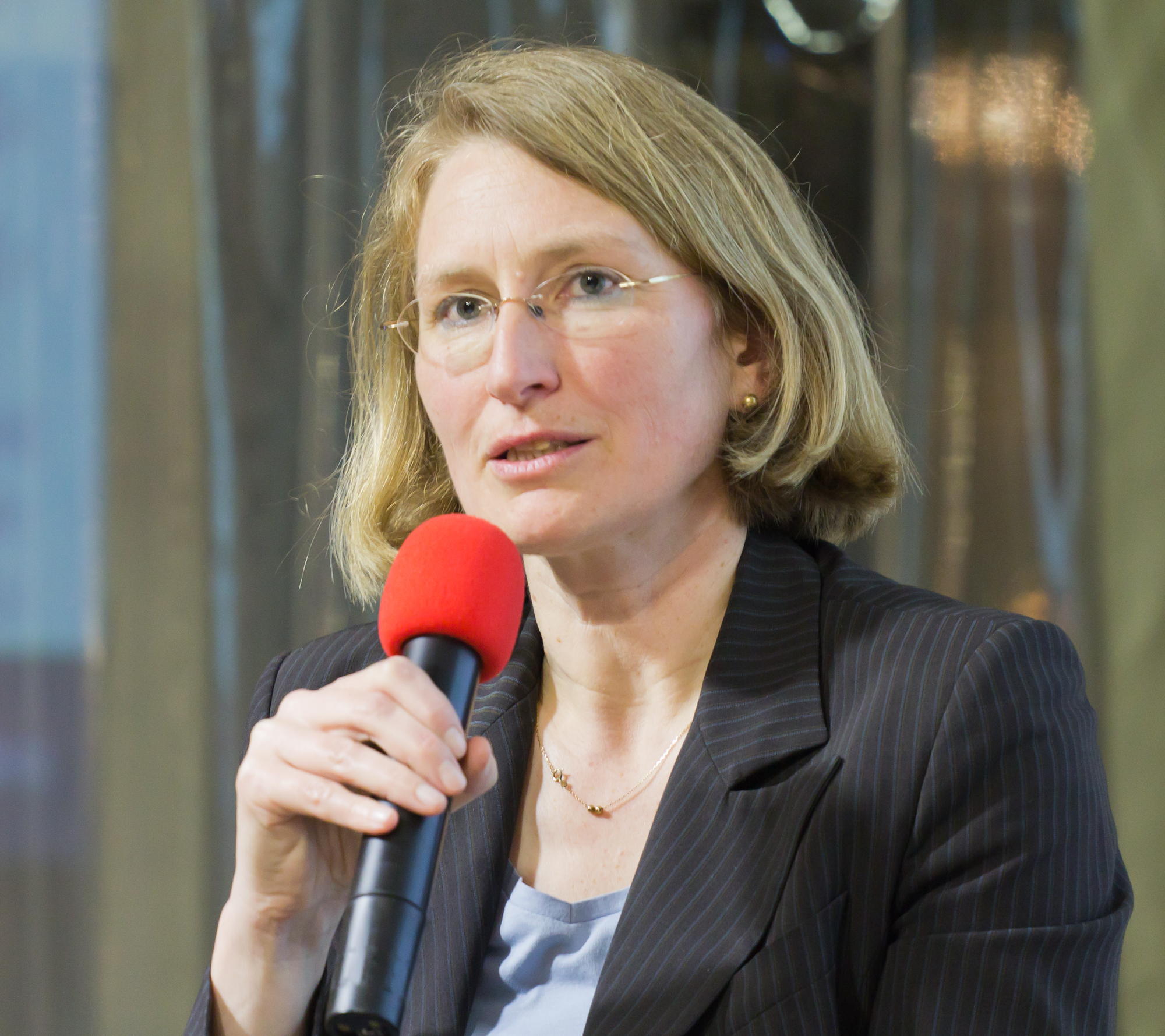
Andrea Pufke 2014

Andrea Pufke (* 1967 in Flörsheim am Main) ist eine deutsche Kunsthistorikerin, Denkmalpflegerin und seit 1. April 2012 Leiterin des Amts für Denkmalpflege im Rheinland mit Sitz in der Abtei Brauweiler in Pulheim.

## Leben
Pufke studierte Kunstgeschichte an der Universität Frankfurt und der Universität Marburg. Nach ihrer Promotion in Marburg mit einer Dissertation über die Renovierung, Restaurierung und den Umbau des frühgotischen Klosters Haina in Hessen wurde Pufke Volontärin beim Landesamt für Denkmalpflege in Rheinland-Pfalz. Daran schloss sich ihre denkmalpflegerische Tätigkeit beim Landschaftsverband Westfalen-Lippe und ab 2006 beim Bayerischen Landesamt für Denkmalpflege an. Zuletzt arbeitete Andrea Pufke als Geschäftsführerin des Deutschen Nationalkomitees für Denkmalschutz in Bonn.
Als Landeskonservatorin für das Rheinland ist Pufke als Nachfolgerin von Udo Mainzer seit 2012 für die Erhaltung und Pflege von rund 100.000 Baudenkmälern (davon sind etwa 50.000 in die Denkmalliste eingetragen) im Landschaftsverband Rheinland (LVR) beim Amt für Denkmalpflege im Rheinland mit seinen rund 80 Mitarbeiterinnen und Mitarbeitern verantwortlich. Damit ist sie die erste Frau, die seit Bestehen dieses Fachamtes dessen Leitung innehat.
Pufke war Mitglied im Kuratorium der Deutschen Stiftung Denkmalschutz. Sie ist Mitglied der Dehio-Vereinigung und seit 5. April 2025 deren Vorstandsvorsitzende.

## Publikationen (Auswahl)
- Das Kloster Haina. Renovierung, Restaurierung und Umbauten im 19. und frühen 20. Jahrhundert (Hessische Historische Kommission Darmstadt und Historische Kommission für Hessen ; Quellen und Forschungen zur hessischen Geschichte Band 115), Marburg, Selbstverlag der Hessischen Historischen Kommission für Hessen 1999 (zugleich Marburg, Univ. Diss., 1997), ISBN 3-88443-067-X. Rezension von Jan Schirmer, Cuxhaven (PDF-Datei; 92 kB)
- Die St. Georgskapelle in Heidesheim, in: Denkmalpflege in Rheinland-Pfalz Band 47/51, 1992/96 (1999), S. 13–19.
- Restaurierung des Hagendenkmals in Worms, in: Denkmalpflege in Rheinland-Pfalz Band 47/51, 1992/96 (1999), S. 132–135.
- (Redaktion) und Reinhild Leins: Denkmäler im Privateigentum, Hilfe durch Steuererleichterungen (Schriftenreihe des Deutschen Nationalkomitees für Denkmalschutz Band 59).